# Liparetrus bituberculatus
Liparetrus bituberculatus är en skalbaggsart som beskrevs av Macleay 1886. Liparetrus bituberculatus ingår i släktet Liparetrus och familjen Melolonthidae. Inga underarter finns listade i Catalogue of Life.